# 阿尔泰 (诗人)
阿尔泰（1949年—），男，蒙古族。内蒙古锡林郭勒人，中国诗人，中国作家协会主席团委员，内蒙古作家协会主席。